# 1770 în literatură
Anul 1770 în literatură a implicat o serie de evenimente și cărți noi semnificative.  

## Cărți noi
- John Armstrong - Miscellanies
- James Beattie - An Essay on the Nature and Immutability of Truth
- Edmund Burke - Thoughts on the Cause of the Present Discontents
- William Duff - Critical Observations on the Writings of the Most Celebrated Geniuses in Poetry
- Edward Gibbon - Critical Observations on the Sixth Book of the Aeneid
- Oliver Goldsmith:
  - The Life of Thomas Parnell
  - Life of Henry St. John, Lord Viscount Bolingbroke
- Ukawsaw Gronniosaw - A Narrative of the Most Remarkable Particulars in the Life of Ukawsaw Gronniosaw, an African Prince
- Baron d'Holbach - The System of Nature
- Samuel Johnson - The False Alarm
- Catharine Macaulay - Observations on a Pamphlet Entitled, Thoughts on the Present Discontents (ca o replică dată lui Burke)
- Louis-Sébastien Mercier - L'An 2440, rêve s'il en fut jamais
- Thomas Percy - Northern Antiquities
- Raynal - A Philosophical and Political History of the Settlements and Trade of the Europeans in the East and West Indies[1]
- Catherine Talbot - Reflections on the Seven Days of the Week
- Augustus Montague Toplady - A Letter to the Rev. Mr. John Wesley
- Voltaire - Épître à l'Auteur du Livre des Trois Imposteurs
- Arthur Young - A Six Months Tour Through the North of England